# ジェームズ・スタンリー (第7代ダービー伯爵)
第7代ダービー伯爵ジェームズ・スタンリー（英語: James Stanley, 7th Earl of Derby, KG, KB、1607年1月31日 - 1651年10月15日）は、イングランドの貴族、政治家、軍人。
清教徒革命（イングランド内戦）では一貫して王党派に属して西部を中心に議会派と戦ったが、敗れて処刑された。

## 生涯

### 生い立ち
父は第6代ダービー伯爵ウィリアム・スタンリー、母はオックスフォード伯爵エドワード・ド・ヴィアーの娘エリザベス。父方の祖母マーガレット・クリフォードはイングランド王ヘンリー7世の曾孫で、マーガレットを通して王家と繋がっていた。
ケンブリッジ大学聖職者ジョージ・マリとオックスフォード大学聖職者チャールズ・ハールが家庭教師について教育を受け、敬虔なイングランド国教会信者となる。ヨーロッパ大陸へグランドツアーに出たが、フランスにもイタリアにも興味を惹かれる物はなかったという。

### 政治家として
1625年にはリヴァプール選挙区から庶民院議員に選出される。同年10月にリヴァプール市長にも就任。翌1626年にはチャールズ1世からバス勲章士を受勲。
また父と共同でチェシャー知事とランカシャー知事に任命された。父は隠居したため事実上単独でチェシャー・ランカシャーを纏め上げる立場であった。1627年にマン島の領主に任命された。
翌1628年にストレンジ男爵に叙せられ貴族院議員に列した。北ウェールズ総督にも任じられイングランド北西部に強い影響力を及ぼした。
妄執的な国王チャールズ1世からは王室と遠縁に当たる人物として王位簒奪を狙っていると警戒されていた。王の敵意を感じてうんざりした彼は、まもなく宮廷から遠ざかり、レイサム・ノーズリーの荘園で暮らすようになった。
しかし知事という立場上チャールズ1世の命令通り働くしかなく、激しい批判に晒されていたチャールズ1世の重税と徴兵の政策をチェシャー・ランカシャーにおいて実行した。

### 清教徒革命
1642年に第一次イングランド内戦が勃発するとチャールズ1世への忠誠心から王党派へ参加、同年に死んだ父のダービー伯位を継承して北西部の軍勢を動員、ランカシャーを中心に議会派と都市争奪戦を繰り広げた。
6月、まずはプレストンでチャールズ1世への忠誠を呼びかけ武器を押収、続いて7月15日にマンチェスターを訪問したが、議会派市民に発砲され退却した。チェシャー・ランカシャーを王党派兵士の策源地にする目的でチャールズ1世にランカシャー南部の都市ウォリントンでの旗揚げを勧め、9月に王党派と合流すべくマンチェスターを包囲したがいずれも失敗、初期の目的は果たせなかった。
翌1643年からはチャールズ1世の命令で北西部に留まりランカシャーの中心都市ウォリントン・ウィガン・プレストン・ランカスターとそれらを繋ぐ南北の幹線道路を巡って議会派と一進一退の攻防戦を繰り広げた。プレストンとランカスターは議会派に奪われ、対するダービー伯はプレストンを奪還し一時プレストンを根拠地としたが、4月のウォーリーの戦いで議会派に敗北するとプレストンを奪われ、他の都市も道路を含め全て議会派に落とされランカシャーは議会派に制圧された。
戦況不利となり王妃ヘンリエッタ・マリア・オブ・フランスに救援を求めヨークへ移動したが、議会派の軍人トーマス・フェアファクスがウェイクフィールドを落としたため救援も不可能となり、6月にマン島へ逃れた。王家への忠誠心は揺るぎなかったが、ランカシャーで議会派と戦っていた間、都市への略奪と強引な徴兵が市民の反感を買い議会派へ転向させる、偶然漂着したスペイン船を焼き討ちするなど粗暴で問題の多い行動を繰り返し他の王党派の顰蹙を買った。ダービー伯もチャールズ1世に王党派が自分を中傷していることを抗議している。
マン島では議会派の代官を罷免して自ら島の行政に携わり、軍備を整えイングランド復帰を目論み8ヶ月待機した。その間レイサムに残った妻シャーロットは議会派の包囲に耐え抜いた。
1644年2月に本土へ戻りカンバーランド公ルパートに救援を要請、ルパートの援軍と合流してレイサムの包囲を解除させ、ボルトン・リヴァプールを奪取してチェシャー・ランカシャーを平定した。だが、ヨークへ北上したルパートがマーストン・ムーアの戦いで大敗すると議会派がランカシャーになだれ込んだため、窮地に立たされ再びマン島へ逃亡した。議会派からは何度も和睦の話を持ちかけられたが、いずれも拒否して王党派に留まり、マン島で読書と執筆に明け暮れた。また島は王党派の避難場所と化し、ディグビー男爵ジョージ・ディグビーが1645年に、マーマデューク・ラングデイルが1645年と1649年にこの島を訪れている。
やがて1649年にチャールズ1世が処刑されイングランド共和国が成立すると、大陸へ亡命していたチャールズ王太子（後のチャールズ2世）の支持を表明して1650年にガーター勲章を受勲、1651年8月にスコットランドへ渡ったチャールズと合流し第三次イングランド内戦にも王党派に加勢した。ランカシャーで兵を集めようとしたが、協力を得られなかった上議会派の遠征軍と衝突して敗北（ウィガン・レーンの戦い）、スコットランドから南下したチャールズの下へ逃れたが、9月のウスターの戦いでもオリバー・クロムウェルが率いる議会派遠征軍の本隊に大敗した。戦後チャールズを大陸へ逃がした後に自分も北へ逃亡したが力尽きて降伏、10月にボルトンで処刑された。44歳だった。
マン島に逃れていたシャーロットは処刑の情報を受け取ると議会派に降伏、マン島から退去した。息子のチャールズ・スタンリーは共和国承認と引き換えにノーズリーへ戻り、1660年の王政復古で立場を回復したが、内戦で他人に購入・没収された土地は取り戻せず、スタンリー家は王家の忠誠にも拘らず報われることはなかった。

## 子女
1626年、トゥアール公クロード・ド・ラ・トレモイユの娘シャーロット（オラニエ公ウィレム1世とシャルロット・ド・ブルボン＝ヴァンドームの孫娘）と結婚、9人の子を儲けた。
1. チャールズ（1628年 - 1672年）
2. シャーロット（夭折）
3. 子（夭折）
4. 子（夭折）
5. ヘンリエッタ（1630年 - 1685年） - ストラフォード伯爵ウィリアム・ウェントワース（英語版）と結婚
6. メアリー（1633年 - 1702年） - アソル侯爵ジョン・マレー（英語版）と結婚
7. エドワード（1639年 - 1664年）
8. ウィリアム（1640年 - 1670年）
9. キャサリン（? - ?） - ドーチェスター侯ヘンリー・ピエールポントと結婚